# Lagăre magnetice

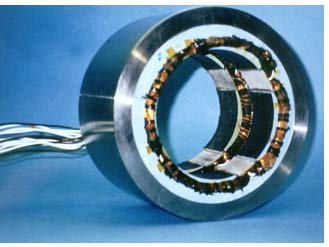
Un lagăr magnetic

Lagărele magnetice sunt lagăre care permit susținerea unei încărcări folosind levitația magnetică. 